# Ленцбург (Іллінойс)
Ленцбург (англ. Lenzburg) — селище (англ. village) в США, в окрузі Сент-Клер штату Іллінойс. Населення — 468 осіб (2020).

## Географія
Ленцбург розташований за координатами 38°17′8″ пн. ш. 89°49′7″ зх. д. / 38.28556° пн. ш. 89.81861° зх. д. (38.285547, -89.818688).  За даними Бюро перепису населення США в 2010 році селище мало площу 3,35 км², з яких 3,08 км² — суходіл та 0,28 км² — водойми.

## Демографія
Згідно з переписом 2010 року, у селищі мешкала 521 особа в 201 домогосподарстві у складі 146 родин. Густота населення становила 155 осіб/км².  Було 229 помешкань (68/км²).
Расовий склад населення:
| - 97,7 % — білих - 0,6 % — чорних або афроамериканців - 0,4 % — корінних американців - 0,2 % — вихідців з тихоокеанських островів |

До двох чи більше рас належало 1,2 %. Частка іспаномовних становила 1,2 % від усіх жителів.
За віковим діапазоном населення розподілялося таким чином: 27,3 % — особи молодші 18 років, 60,0 % — особи у віці 18—64 років, 12,7 % — особи у віці 65 років та старші. Медіана віку мешканця становила 38,5 року. На 100 осіб жіночої статі у селищі припадало 102,7 чоловіків;  на 100 жінок у віці від 18 років та старших — 98,4 чоловіків також старших 18 років.
Середній дохід на одне домашнє господарство  становив 49 508 доларів США (медіана — 36 875), а середній дохід на одну сім'ю — 54 923 долари (медіана — 44 375). За межею бідності перебувало 13,7 % осіб, у тому числі 23,7 % дітей у віці до 18 років та 0,0 % осіб у віці 65 років та старших.
Цивільне працевлаштоване населення становило 220 осіб. Основні галузі зайнятості: транспорт — 16,8 %, виробництво — 16,4 %, роздрібна торгівля — 14,5 %, будівництво — 14,1 %.